# Trading Path
Trading Path, også kendt som Path to Catawba, Tellico Road og andre betegnelser mm. er ikke bare en enkelt bred sti, som mange historiske veje i USA, fx Natchez Trace er. Det er snarere en korridor af veje og stier mellem Chesapake Bay regionen (primært området omkring Petersburg, Virginia) og cherokeestammen, catawbastammen og andre stammer af oprindelige amerikanere i Piedmontområdet i North Carolina, South Carolina og Georgia.
I den tidlige kolonitid rejste handelsmænd fra Virginia ad "stien", når de skulle besøge de sydlige stammers byer og bytte varer for ikke mindst hjorteskind. Indianere havde dog brugt og vedligeholdt store dele af stien i århundreder før europæiske kolonister begyndte at anvende den og indianske byer (og senere europæiske byer) lå langs stiens nøglepunkter. Også indianerne brugte stien til kommerciel varetransport mellem de forskellige bebyggelser. Mange dele af stien kan stadig ses i området.
Interstate Highway 85 følger stien fra Petersburg til statsgrænsen til Georgia. 

## Eksterne links
- Trading Path Association